# Cluber Aliaga Lodtmann
Cluber Fernando Aliaga Lodtmann (7 de junio de 1961) es un general (r) de la PNP, abogado, administrador, profesor de educación superior y político peruano. Fue ministro del Interior del Perú desde el 3 de diciembre de 2020 hasta su posterior renuncia al cargo cinco días más tarde.

## Biografía

### Carrera policial
Ingresó a la Escuela de Oficiales de la Policía Nacional del Perú y una vez graduado formó parte de la Policía de Investigaciones del Perú (PIP). Realizó una maestría en Desarrollo y Defensa Nacional en el Centro de Altos Estudios Nacionales (CAEN).
En enero de 2014 ascendió al grado de General de Armas. Como tal fue designado Jefe de la Región Policial Nororiente.
Fue Jefe de la Región Policial del Callao hasta 2016.

### Carrera académica
Estudió Derecho en la Universidad Nacional Mayor de San Marcos en la cual obtuvo el título profesional de Abogado. También estudió Administración en la Universidad Nacional José Faustino Sánchez Carrión. Realizó una Maestría en Administración en la Universidad Inca Garcilaso de la Vega y un Doctorado en Derecho en la Universidad Inca Garcilaso de la Vega. 
Se ha desempeñado como docente y directivo de la Universidad Jaime Bausate y Meza.

### Vida política
Está afiliado al partido Avanza País y candidateo a la gubernatura regional del Callao, durante las elecciones regionales y municipales del 2022, pero no resultó ganador.